# Vladimir Outkine
Pour les articles homonymes, voir Outkine.
Vladimir Fiodorovitch Outkine (en russe : Владимир Фёдорович Уткин), né le 17 octobre 1923 à Poustobor dans l'oblast de Riazan et mort le 15 février 2000 à Moscou, est un inventeur et ingénieur soviético-russe. Il a travaillé au développement du RT-23 Molodets ainsi qu'à d'autres missiles soviétiques.

## Biographie
Il travaille pour TsNIIMash. Accepté membre de l'Académie nationale des sciences d'Ukraine en 1976, il devient membre de l'Académie des sciences d'URSS en 1984. 
De 1971 à 1991, Outkine dirige le Bureau d'études Ioujnoïe. Il fut député du 9e, 10e et 11e Soviet suprême de l'Union soviétique.
Membre de l'Académie des sciences d'URSS, après la dislocation de l'URSS, il est membre de l'Académie des sciences de Russie
Il est déclaré à deux reprises Héros du travail socialiste.
L'astéroïde (13477) Utkin a été nommé en son honneur.

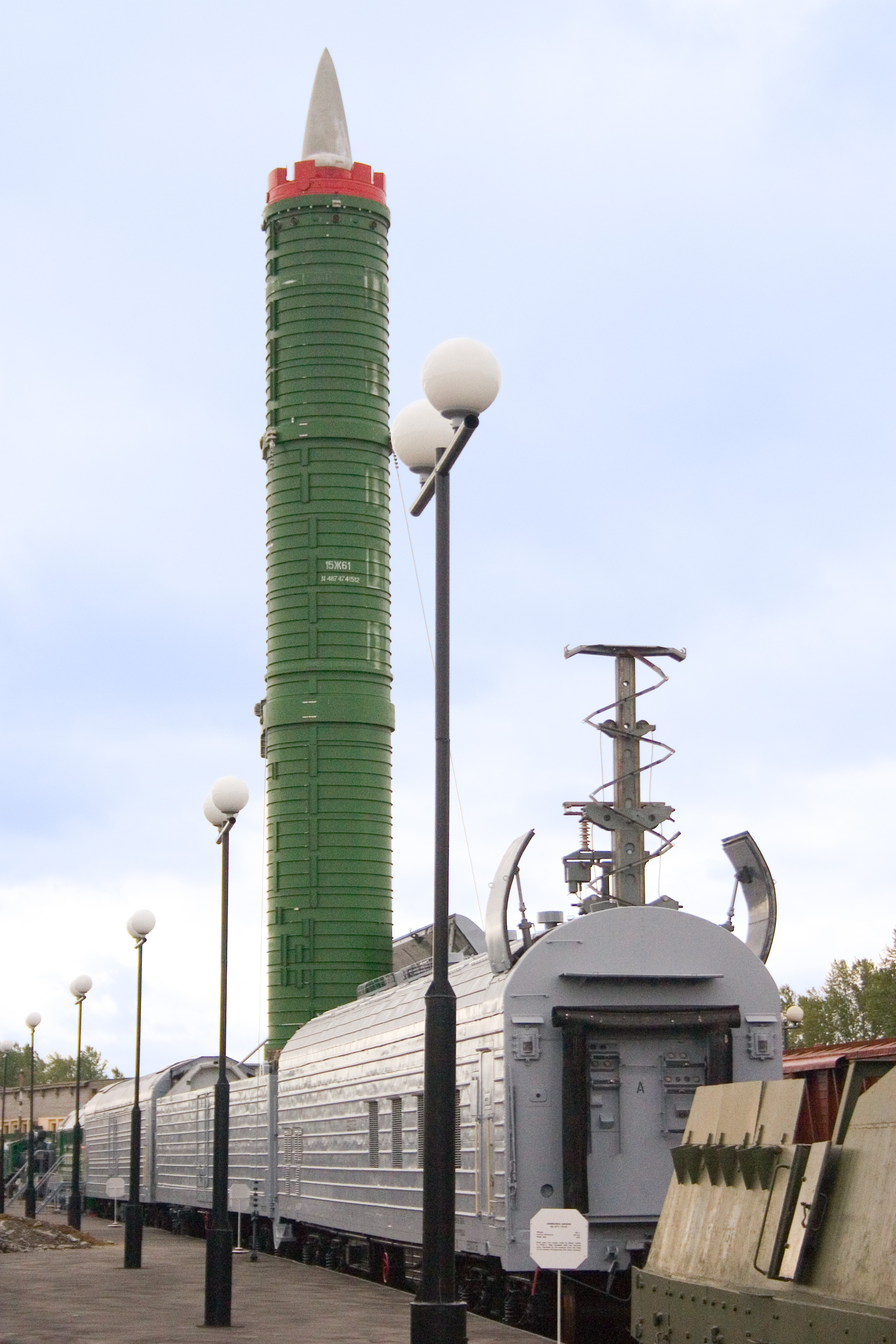
RT-23 Molodets au musée ferroviaire de Saint-Pétersbourg.